# Danica
Danica je ženské jméno slovanského původu, které znamená „úsvit“ (srov. též Zora).

## Známé nositelky jména
- Danica McKellar – americká herečka, spisovatelka a matematička
- Danica Patrick – americká závodnice
- Danica Slouková – česká doktorka filosofie
- Danica Kleinová – slovenská televizní redaktorka
- Danica Simšič – slovinská novinářka a politička
- Danica Jurčová – slovenská herečka
- Danica Hanáková – slovenská výtvarní kostymérka